# Arawa (Bougainville)
Arawa is een plaats in Papoea-Nieuw-Guinea en was tot de burgeroorlog in Bougainville (1988-1998) de hoofdplaats van de autonome provincie Bougainville.
Arawa telde in 2000 bij de volkstelling 36.443 inwoners.